# Edel von Rothe

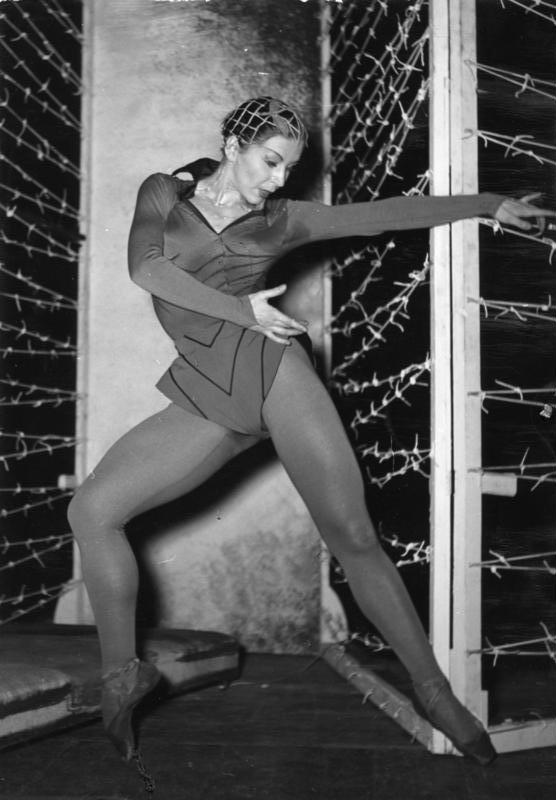
Edel von Rothe in einer Tanzszene aus „Das Goldfischglas“ (1954)

Edel von Rothe (* 27. April 1925 in Berlin; † 19. November 2008 in Düsseldorf) war eine deutsche Balletttänzerin.

## Karriere
Von Rothe bestand am 29. Juli 1941 bei der Reichstheaterkammer in Berlin ihre Reifeprüfung für die Kunstgattung Bühnentanz. Ausgebildet wurde sie von Tatjana Gsovsky in der Schule in der Fasanenstraße. Bis 1950 trat sie mit dem Ensemble der Deutschen Staatsoper in den Räumen des Admiralspalast in zahlreichen Choreografien von Tatjana Gsovsky auf. Ihre Kolleginnen und Partner waren unter anderem Solisten wie Michael Piel, Gert Reinholm, Peter van Dyk, Eleonore Vesco, Natascha Trofimova und Gisela Deege. Parallel dazu gab es viele Auftritte im Friedrichstadtpalast und in anderen Spielstätten. Meist handelte es sich dabei um Tanz- und Revuenummern, die in die Varietéshows eingebettet waren.
1950 wurde die Hamburger Ballett-Theater-Compagnie gegründet, um mit dem Ballett Abraxas in Europa auf Tournee zu gehen. Der Choreograf war Helge Peters-Pawlinin. Von Rothe verkörperte die Archisposa. In der Spielzeit 1950/51 war sie Solotänzerin des Ballettensembles im Deutschen Theater Göttingen, Ballettmeister: Hans von Kusserow, wo sie u. a. die Carmen in einer Ballettfassung der Oper tanzte. Danach wurde sie im Düsseldorfer Opernhaus unter Yvonne Georgi Primaballerina. Von Rothe blieb in Düsseldorf, wo Kurt Jooss, Otto Krüger (Choreograf), Nika Nilanowa-Sanftleben und Werner Ulbrich auf Georgi folgten. Bei Werner Ulbrich hatte sie unter anderem großen Erfolg in seiner Choreografie von Henzes Undine.
Mit dem Wechsel von Generalintendant Grischa Barfuss zu Beginn der Spielzeit 1964 und dem Amtsantritt von Ballettdirektor Erich Walter zog sie sich zuerst auf Charakterrollen wie die Mutter in Cinderella, Zigeunerinnen in Petruschka oder die Königin in Pelleas und Melisande zurück. Während dieser Zeit wurde sie neben Růžena Mazalová (* 1927; † 2019 in Prag) – Walters Kodirektorin – seine Mitarbeiterin. Ihre lange Erfahrung kam vielen jungen Choreografen zugute, die sie unterstützte. Dazu gehörten Namen wie Hans van Manen, Uwe Scholz, Gerd Bienert und Istvan Herczog. Nach Erich Walters Tod am 23. November 1983 blieb sie als Assistentin an der Seite von Paolo Bortoluzzi, der bis 1991 Ballettdirektor an der Rheinoper war.
Den Wunsch von Heinz Spoerli, in seiner ersten Spielzeit 1991/92 noch mitzuarbeiten, lehnte sie ab. Mit einigen Auftritten als Mutter in Spoerlis Nussknacker verabschiedete sie sich dann endgültig von der Bühne. Im Jahre 1977 wurde sie zum Ehrenmitglied der Deutschen Oper am Rhein ernannt.

## Privatleben
In den 1950er Jahren war sie für einige Zeit mit dem Regisseur Günter Roth verheiratet. Bis zu ihrem Tode lebte sie mit ihrer Schwester in Düsseldorf-Oberkassel.